# Dell EMC
Pour les articles homonymes, voir EMC.

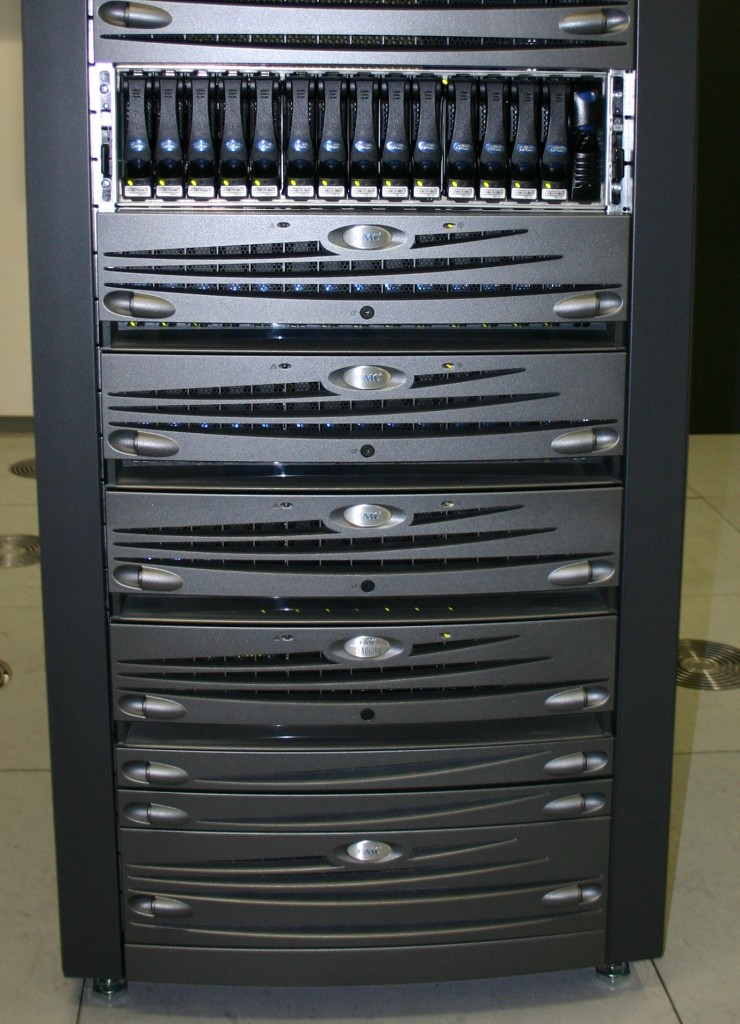
Baie de disque Clariion CX500

Dell EMC (anciennement EMC jusqu'en 2016) est une entreprise américaine de logiciels et de systèmes de stockage fondée en 1979 à Newton, Massachusetts. Son siège est basé à Hopkinton, Massachusetts, aux États-Unis.
EMC était le leader mondial du stockage en 2010,. EMC a été racheté par Dell le 7 septembre 2016,.

## Étymologie
EMC Corporation, en abrégé EMC C. (soit EMC2) doit son nom aux initiales des noms de ses membres fondateurs : Richard Egan (1936-2009), Roger Marino et John Curly, le deuxième "C" signifiant "Corporation".

## Histoire
Fondé en 1979, EMC s'est progressivement installé comme le leader mondial en matière de stockage de données. En 2003, deux acquisitions lui ont permis de renforcer sa position de force : en matière de gestion de contenu d'entreprise, en rachetant Documentum et dans le domaine de la virtualisation avec VMware.
En 2005, EMC rachète RSA et renforce ainsi ses compétences liées à la cybersécurité / sécurité informatique.
En mai 2015, EMC acquiert Virtustream pour 1,2 milliard de dollars.

Logo de EMC Corporation avant la fusion

En octobre 2015, Dell fait une offre d'acquisition de 67 milliards de dollars, sur EMC. Cette opération permet à Dell de mieux se positionner vis-à-vis des professionnels. Cette offre, en liquidité et en actions Dell, est acceptée par la direction d'EMC.

## Principaux produits
- Baies de disques
  - Haut de gamme : Symmetrix/ VMAX
  - Moyenne gamme : anciennement Clariion pour le SAN et Celerra pour le NAS, remplacés tous deux par les modèles VNX et VNXe (easy) - Baies de stockage unifiées intégrant les protocoles SAN (Fibre Channel, Fibre Channel over Ethernet et iSCSI) et NAS (CIFS et NFS). Les gammes VNX anciennes générations comportent les modèles 5100, 5300, 5500, 5700 et 7500. Les nouvelles gammes VNX MCX comportent les modèles 5200, 5400, 5600, 5800, 7800 et 8000  par ordre de puissance et d'évolutivité.
  - Baies de disque d'archivage Centera
- Sauvegarde
  - Networker logiciel de sauvegarde
  - EMC Disk Library : plateforme de sauvegarde implémentant des bandes virtuelles (Virtual Tape Library)
  - EMC Data Domain : plateforme de sauvegarde implémentant la déduplication
  - EMC Avamar : appliance de sauvegarde avec déduplication à la source. Permet de faciliter la sauvegarde des sites distants et des VM de VMware
- SRDF : logiciel de réplication inter-baie sur Symmetrix
- TimeFinder : logiciel de réplication intra-baie sur Symmetrix
- VMware : logiciel de virtualisation
- Documentum : progiciel de gestion de contenu (GED)
- DiskXtender : logiciel d'archivage de données
- RSA Security : entreprise spécialisée dans les logiciels de sécurité informatique
  - RSA Archer : produit de pilotage de la GRC (Gouvernance, Risque & Conformité)
  - RSA NetWitness : outil de SIEM (Security Information and Event Management)[11]
  - SecurID : système de token pour authentification forte
- Smarts : logiciel de monitoring et de détection d'erreur réseau
- Isilon (en) : plateforme de stockage NAS en cluster "Scale-Out"
- VCE vblock (en)
- Partage de fichiers et collaboration d'entreprise : à travers Syncplicity, de 2012 à 2015[12]